# Pegomya pallidoscutellata
Pegomya pallidoscutellata este o specie de muște din genul Pegomya, familia Anthomyiidae. A fost descrisă pentru prima dată de Zetterstedt în anul 1852. Conform Catalogue of Life specia Pegomya pallidoscutellata nu are subspecii cunoscute.